# Riserva naturale Côte de Gargantua
La riserva naturale Côte de Gargantua (pron. fr. AFI: [kot də ɡaʁɡɑ̃tɥa]; in francese, Réserve naturelle de la Côte de Gargantua) è un'area naturale protetta nella valle centrale della Valle d'Aosta istituita nel 1995 sul territorio comunale di Gressan. La stessa zona è protetta come zona speciale di conservazione delle Formazioni steppiche della Cote de Gargantua (codice ZSC IT1203030).

## Toponimo
Secondo la leggenda, la Côte coprirebbe il dito mignolo del piede del gigante Gargantua.

## Territorio
La riserva si estende su una collina di origine morenica. L'ipotesi inizialmente più diffusa affermava che sarebbe stata formata dal ghiacciaio che ha scavato la valle della Dora Baltea. Un'ipotesi successiva afferma invece che sarebbe stata formata dal torrente Gressan, che discende dalla conca di Pila.

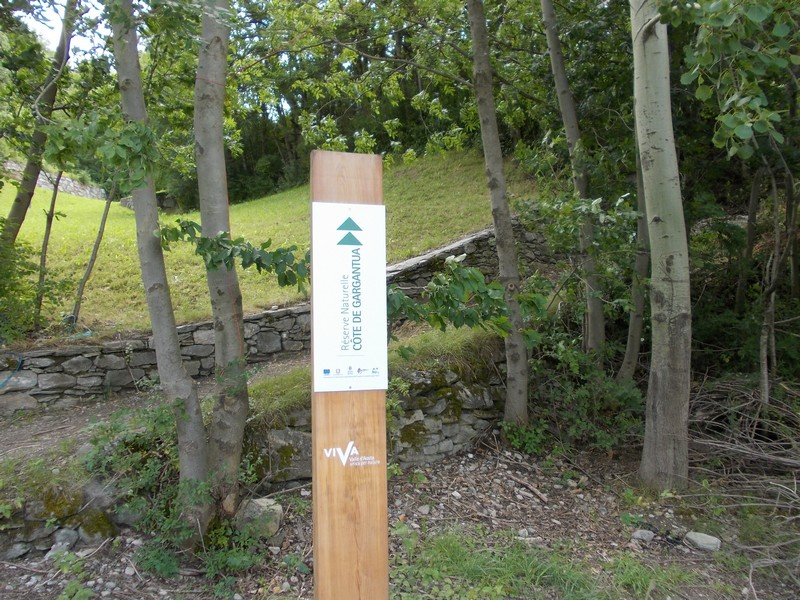
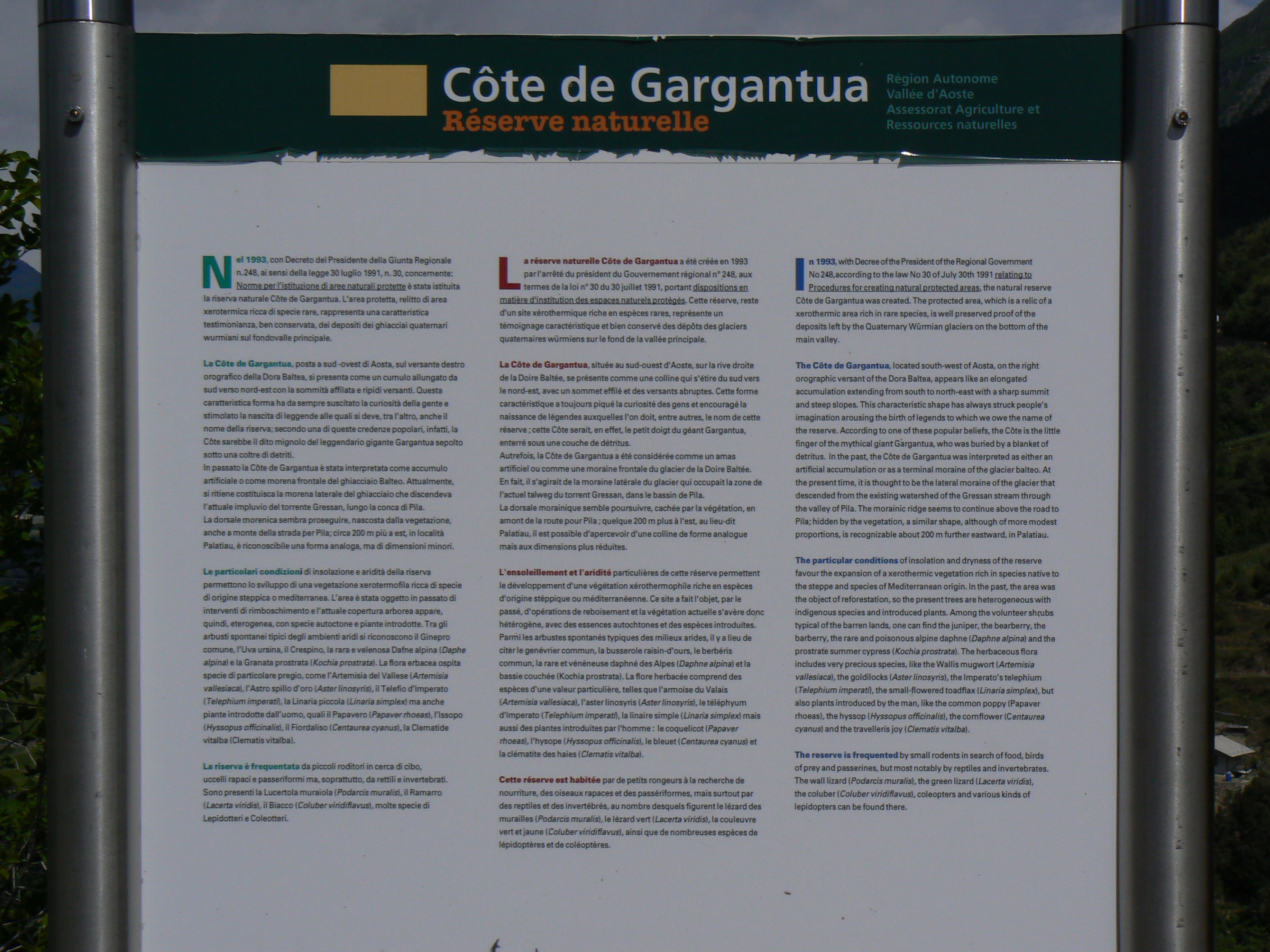